# Antonello Palombi
Antonello Palombi (Spoleto, 7 luglio 1968) è un tenore italiano.
Ex carabiniere, dal 1990 è tenore.
È conosciuto per aver recitato nella parte di Radames durante la seconda rappresentazione dell'opera Aida il 10 dicembre 2006, prima opera in cartellone al Teatro alla Scala, sostituendo all'ultimo secondo Roberto Alagna quando abbandonò improvvisamente il palcoscenico, contestato da alcuni loggionisti.
Ha cantato il ruolo di Luigi nell'opera di G. Puccini "Il Tabarro" al Teatro alla Scala di Milano.